# Fareturaina - Gilberts Village
Fareturaina - Gilberts Village är en ort i Kiribati.   Den ligger i örådet Tabuaeran och ögruppen Linjeöarna, i den västra delen av landet, 3 100 km öster om huvudstaden Tarawa. Fareturaina - Gilberts Village ligger 10 meter över havet och antalet invånare är 152.
Terrängen runt Fareturaina - Gilberts Village är mycket platt.  Närmaste större samhälle är Tenenebo Village, 5,7 km nordväst om Fareturaina - Gilberts Village. 